# Isaac Bashevis Singer

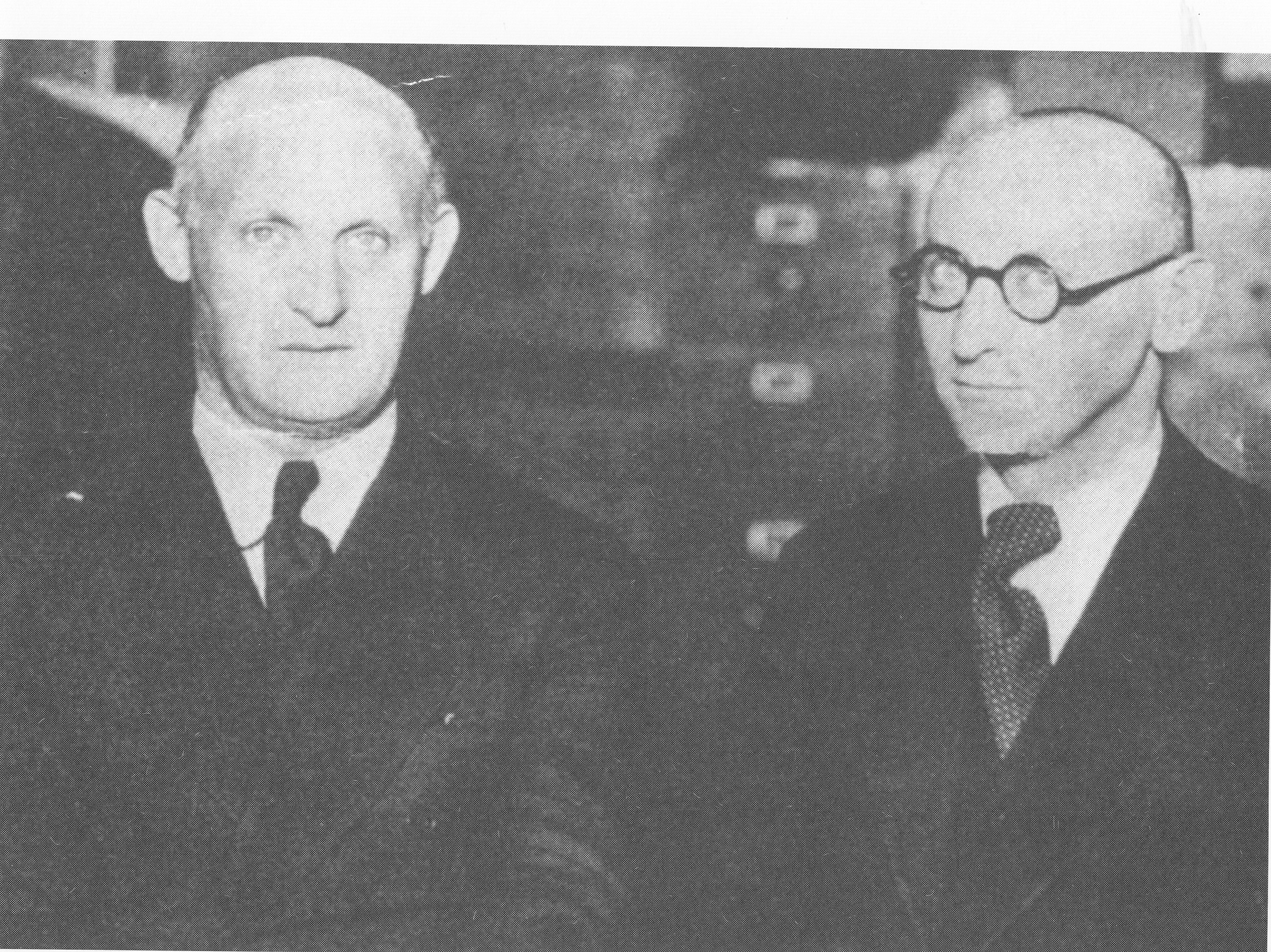
Izaak Singer (z prawej) ze swoim starszym bratem Israelem Joszuą Singerem. Lata 30. XX wieku

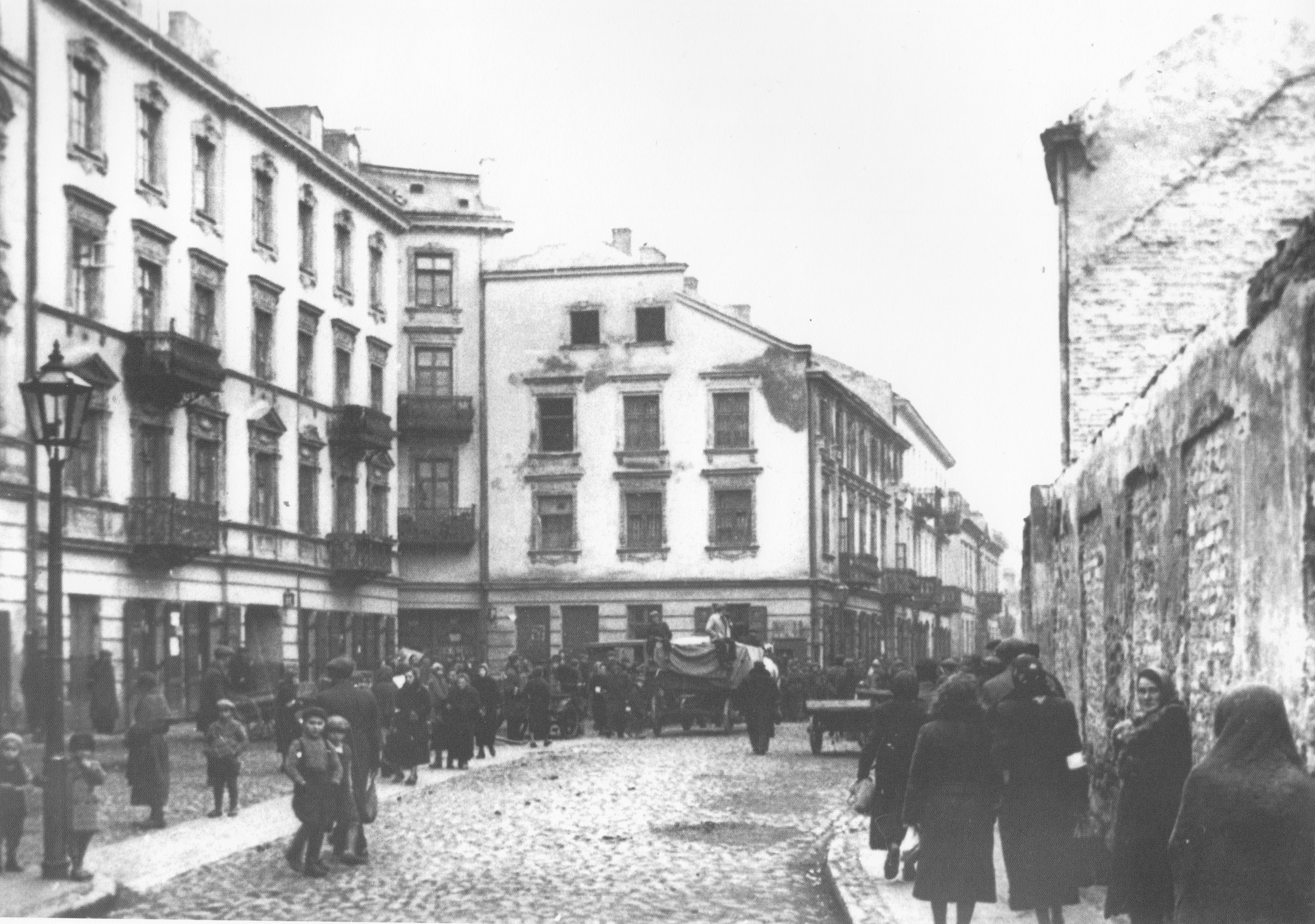
Ulica Krochmalna w pobliżu miejsca, w którym mieszkała rodzina Singerów (po lewej kamienice nr 11 i 13)

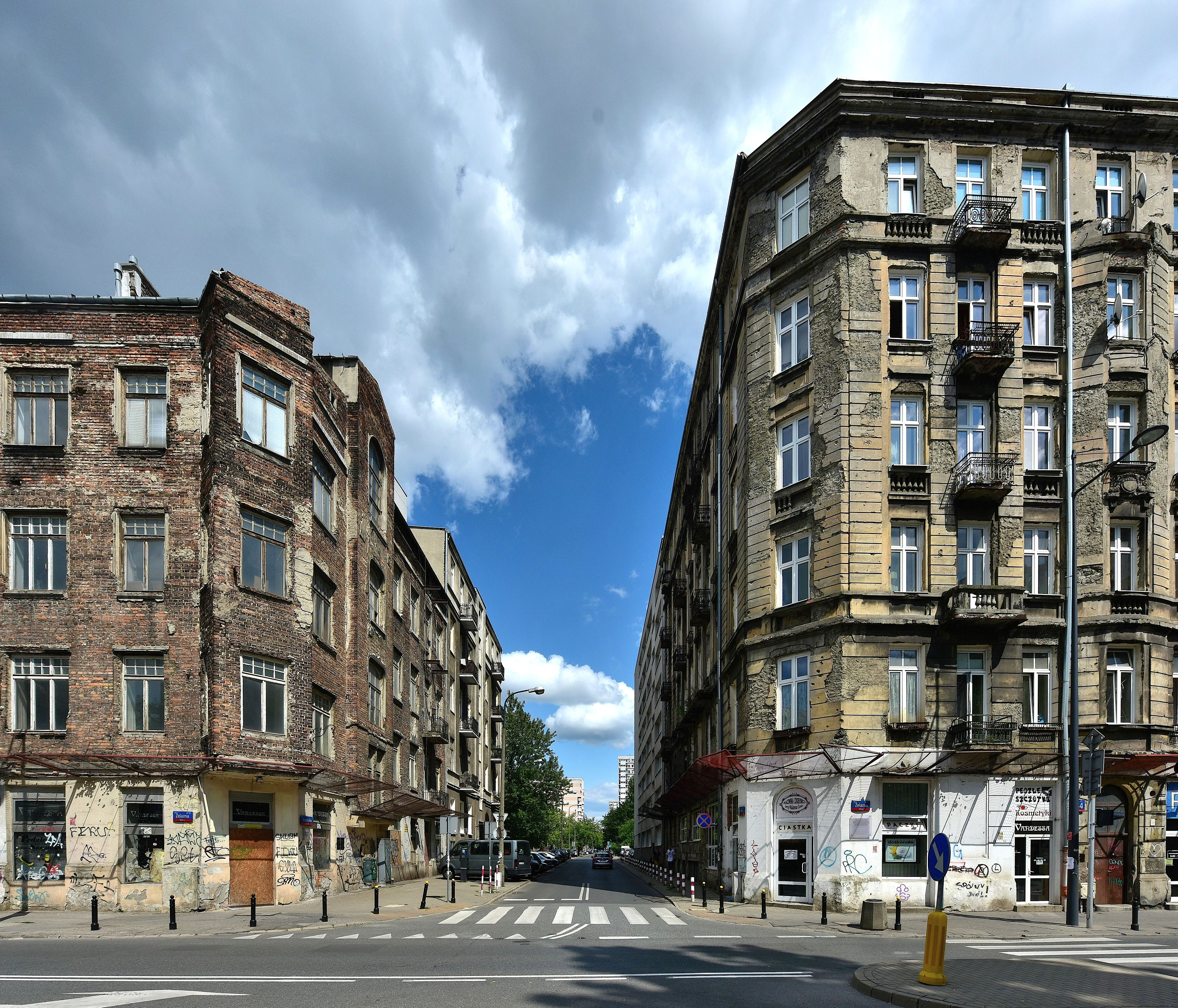
Ulica Krochmalna przy Żelaznej (2019)

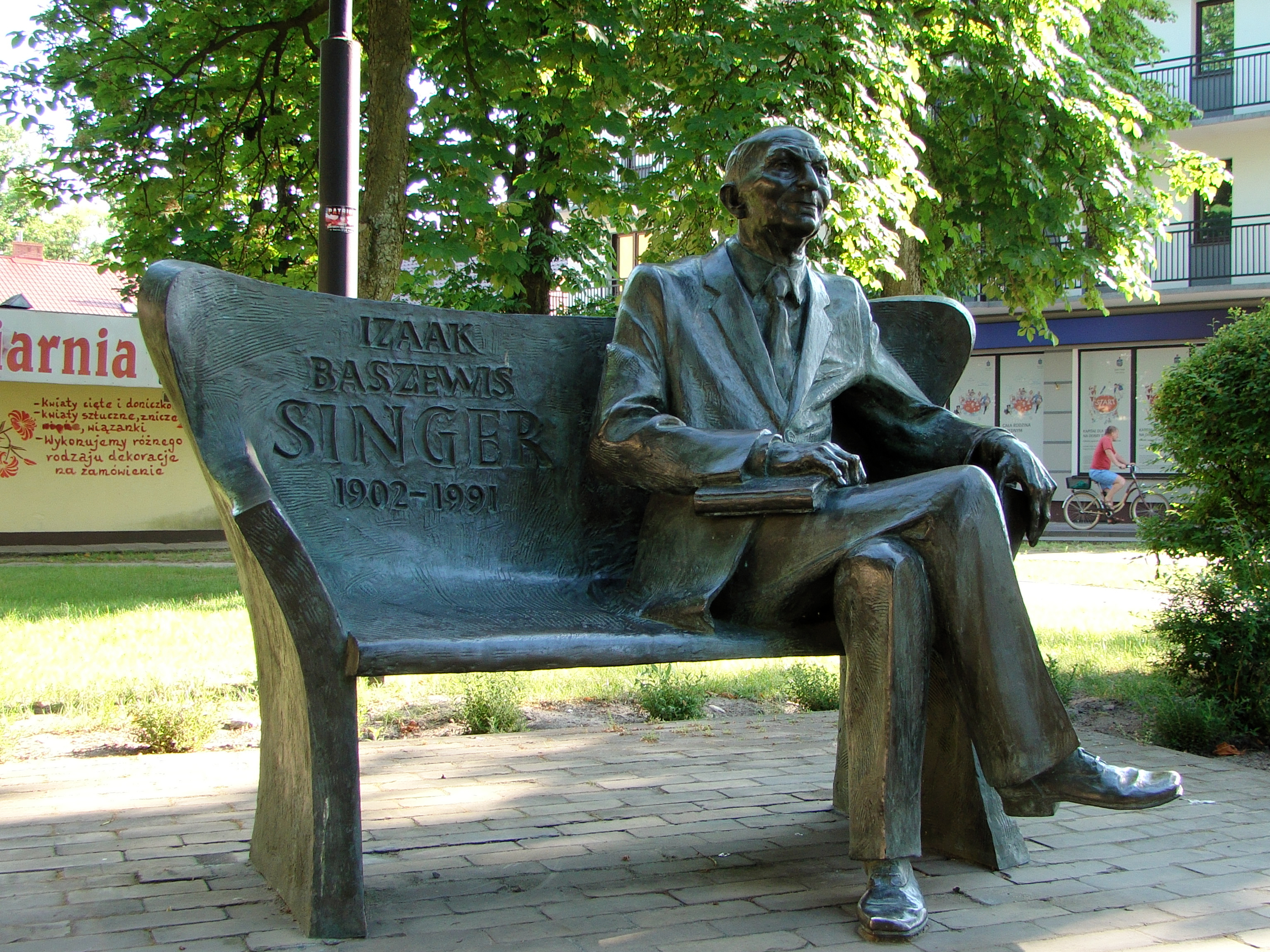
Ławeczka Isaaca Bashevisa Singera w Biłgoraju

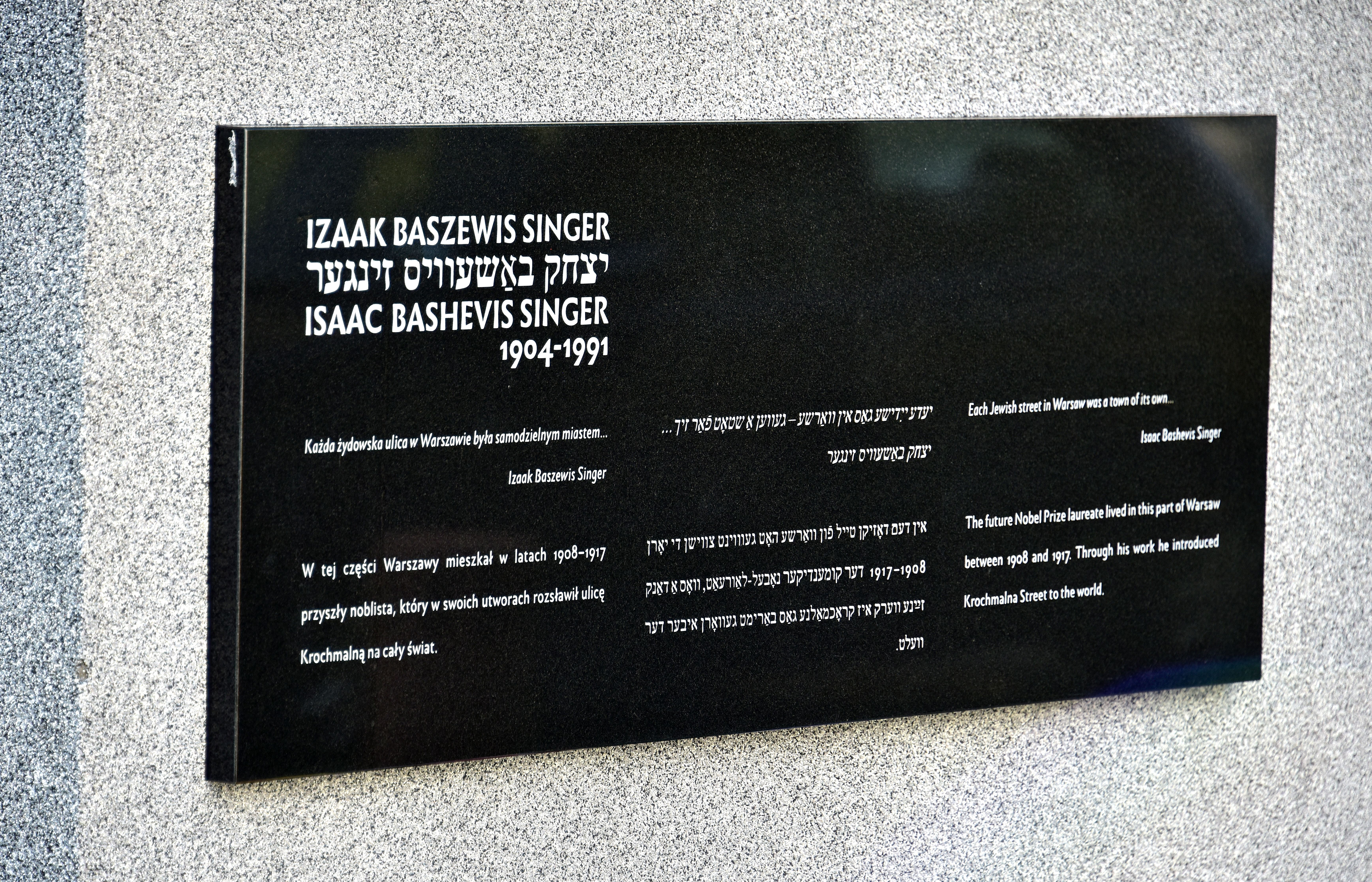
Tablica pamiątkowa przy ul. Krochmalnej 1 w Warszawie

Isaac Bashevis Singer (jid. ‏יצחק באַשעוויס זינגער‎ Jicchok Baszewis Zinger, ur. prawdopodobnie 21 listopada 1902 w Leoncinie, zm. 24 lipca 1991 w Surfside w stanie Floryda) – amerykański pisarz będący z pochodzenia polskim Żydem, tworzący głównie w języku jidysz, dziennikarz. Laureat Nagrody Nobla w dziedzinie literatury za 1978 rok.

## Życiorys

### Urodziny i nazwisko
Urodził się jako Icek-Hersz Zynger w Leoncinie, wsi w pobliżu Nowego Dworu Mazowieckiego (na ziemiach kongresowego Królestwa Polskiego, faktycznie pod zaborem rosyjskim). Jego ojciec był chasydzkim rabinem, zaś jego matka Baszewa – córką rabina z Biłgoraja.
Na podstawie informacji, które przekazał swemu oficjalnemu biografowi Paulowi Kreshowi oraz swojej sekretarce Dvorah Telushkin, a także chronologii wydarzeń historycznych zapisanych we wspomnieniach własnych, najbardziej prawdopodobną datą jego urodzenia jest 21 listopada 1902 roku. Często pojawiająca się w jego biografiach data 14 lipca 1904 roku była prawdopodobnie zmyślona w młodości przez Singera po to, aby w czasie wojny z bolszewikami mógł uniknąć powołania do wojska. Z przekazu samego Singera, zawartego we wspomnieniach, wyłania się jeszcze inna wersja: mały Icek zapytał matkę, kiedy ma urodziny, odpowiedziała: „Dzisiaj” – był to 14 lipca.
Przed wyjazdem do Stanów Zjednoczonych używał pseudonimu literackiego Icchok Baszewis, który został utworzony od żydowskiej wersji imienia Izaak oraz imienia matki, Baszewy, które następnie zostało dostosowane do warunków amerykańskich, zmieniając się na Isaac Bashevis Singer. Jako dziennikarz używał też pseudonimów: Icchok Warszawski i D. Segal.
Jego starsze rodzeństwo, siostra Ester Kreitman (1891–1954) oraz brat Izrael Jehoszua Singer (1893–1944), było także znanymi pisarzami. Siostra zaczęła tworzyć jako pierwsza w rodzinie.
W 1907 roku rodzina Singera przeprowadziła się do Radzymina, gdzie jego ojciec został kierownikiem miejscowej jesziwy (ponad 40% ludności ówczesnego Radzymina stanowiła ludność żydowska). W 1908 roku po pożarze jesziwy rodzina przeniosła się do Warszawy i zamieszkała przy ulicy Krochmalnej 10, gdzie ojciec Singera objął nieoficjalnie urząd rabina miejscowej gminy żydowskiej. Nie znając rosyjskiego, nie podszedł do egzaminu państwowego, dającego mu stosowne uprawnienia i nie mógł zajmować tego stanowiska oficjalnie. Wiosną 1914 roku Singerowie przeprowadzili się do mieszkania w sąsiedniej kamienicy przy ulicy Krochmalnej 12. Do klimatów tej warszawskiej ulicy Singer będzie wielokrotnie powracał w swoich utworach, m.in. w Szoszy.

### I wojna światowa i młodość w Polsce
W 1917 roku wraz z matką i młodszym bratem Mosze przeprowadził się do Biłgoraja, rodzinnego miasta matki, a rodzina uległa rozproszeniu na skutek działań wojennych. W Biłgoraju funkcjonował tradycyjny żydowski sztetl, a wujowie Singera pełnili funkcje rabinów odziedziczoną po ojcu. Ojciec Baszewy był misnagdem (przeciwnikiem chasydyzmu).
Gdy ojciec Izaaka został rabinem w Starym Dzikowie 1921 roku, Singer wrócił do Warszawy, gdzie wstąpił do Seminarium Rabinicznego Takemoni. Szkoła ta jednak mu nie odpowiadała. Po rezygnacji z nauki wrócił do Biłgoraja, gdzie próbował samodzielnie utrzymać się jako nauczyciel języka hebrajskiego. Bieda zmusiła go jednak do powrotu do domu rodzinnego. W 1923 roku jego brat Izrael Joszua załatwił mu pracę korektora w Warszawie, w czasopiśmie „Literarisze Bleter”, którego był redaktorem. W czasopiśmie tym pracował do 1933 roku. W okresie tym tłumaczył na jidysz utwory m.in. Ericha Marii Remarque’a i Thomasa Manna. Utrzymywał się także z tłumaczeń powieści popularnych.

### Początki twórczości literackiej
Zadebiutował w 1925 roku krótkim opowiadaniem Na starość o swoim rodzinnym Biłgoraju, które zostało opublikowane na łamach „Literarisze Bleter” w ramach konkursu literackiego i podpisane pseudonimem Ce(Tse). Oprócz tego pisał wiele wprawek kuchennych do szuflady, które jednak uformowały jego przyszły styl i wpłynęły na jego całą twórczość.
Pierwszą jego powieść Szatan w Goraju publikowano w odcinkach w latach 1933–1934 w czasopiśmie literackim Globus, które powstało z inicjatywy jego przyjaciela poety Aarona Zeitlina oraz samego Singera. W całości powieść ta została opublikowana w 1935 roku i ta data jest często uważana za rok debiutu Singera. Powieść opowiada historię pogromu Żydów ze wsi Goraj nieopodal Biłgoraja, dokonanego przez kozaków w czasie powstania Chmielnickiego w 1648 roku, kiedy to zginęła 1/3 miejscowej ludności. Centralną osią powieści jest wpływ, jaki na właśnie niszczoną społeczność żydowską miało objawienie kabalisty ze Smyrny, Sabbataja Cwi, który obwieścił się w tym samym roku mesjaszem. Do tego samego wątku Singer wrócił później w powieści Niewolnik wydanej już w Stanach Zjednoczonych w 1962 roku.

### Emigracja
Z powodu trudnej sytuacji materialnej oraz wzrastającego antysemityzmu w Europie Singer z pomocą swojego brata wyemigrował w 1935 roku do Stanów Zjednoczonych. Wymagało to rozstania z partnerką (nigdy nie wzięli ślubu) Rachelą (Rochl Szapiro) i synem Izraelem, którzy wyjechali najpierw do Moskwy, a następnie przez Turcję do Palestyny. Singer osiedlił się w Nowym Jorku, gdzie, znowu dzięki pomocy brata, otrzymał pracę dziennikarza, korektora i tłumacza w czasopiśmie „Forwerts – The Yiddish Forward” (jid. ‏פֿאָרװערטס‎). Zaczął drukować w nim powieść Grzeszny Mesjasz. Mimo dobrego startu szybko wpadł w depresję i zagubienie, które później opisał w opowiadaniu Zagubiony w Ameryce (1974) oraz fabularyzowanej powieści autobiograficznej Miłość i wygnanie.
W 1937 roku poznał Almę Haimann-Wassermann, emigrantkę żydowską pochodzącą z Monachium, z którą się ożenił w 1940 roku. Dla Singera rozwiodła się ona (1939) z mężem Walterem, z którym została dwójka ich dzieci. Dzięki jej pomocy i wsparciu (utrzymywała ich, pracując w sklepie) Singer wrócił do pisarstwa i działalności dziennikarskiej, stając się jednym z najbardziej płodnych autorów „The Forward”. To w tym okresie zmienił swój pseudonim literacki na bardziej zamerykanizowany, a także zaczął się posługiwać pseudonimami Varshavsky oraz D. Segal.
Choć Singer nigdy nie wrócił do ojczystego kraju, tłumacząc to niemożnością podróży na „cmentarz żydowskiego narodu”, do końca życia uważał się za warszawiaka i podkreślał swoje przywiązanie do Polski.

On patrzył na Broadway, ale widział Marszałkowską. Wyjechał z Polski w sensie fizycznym, ale nie uczuciowo. Większość ludzi, o których pisze, pochodzi z Polski. Dla niego Polska była więcej niż krajem rodzinnym. (…) Kiedy przyjechała do niego kiedyś na wywiad polska ekipa i pokazali mu mapę przedwojennej stolicy, niemal im ją wyrwał i powiedział: „To jest moje, potrzebuję tego, to moje ulice”.

W październiku 1978 roku otrzymał Nagrodę Nobla w dziedzinie literatury.
Przez ostatnie 35 lat życia był wegetarianinem. Swój wegetarianizm motywował względami etycznymi, a nie zdrowotnymi. W opowiadaniu Listy do Pisarza napisał:
Dla zwierząt wszyscy ludzie to naziści, a ich życie to wieczna Treblinka.
Zmarł 24 lipca 1991 roku w Surfside w stanie Floryda po kilku udarach mózgu. Został pochowany na cmentarzu Cedar Park Cemetery w Paramus w stanie New Jersey.

## Opis twórczości
W twórczości ukazywał religijno-filozoficzne problemy moralne oraz konflikty środowisk ortodoksyjnych i zasymilowanych Żydów. W barwny sposób przywoływał do życia nieistniejący już świat Żydów, a zwłaszcza chasydów we wschodniej Polsce. Do arcydzieł literatury należą krótkie opowiadania Singera, odznaczające się kunsztem narratorskim, często stylizatorskim, także wnikliwym portretowaniem postaci. Pisarstwo przez całe życie było jego pasją – niemalże obsesją. Interesował się też filozofią, w tym działalnością m.in. Barucha Spinozy i Arthura Schopenhauera. W swych utworach, często ustami ich bohaterów, przytacza różne teorie filozoficzne. Znaczny wpływ na jego twórczość miała także klasyczna powieść rosyjska XIX wieku. Z ludzi mających na niego największy wpływ literacki wymieniał swojego starszego brata, Israela Jehoszuę.

## Dzieła
uwzględniono tylko rok pierwszego wydania polskiego

### Powieści
- Dwór (The Manor), 1983
- Spuścizna (The Estate), 1983
- Sztukmistrz z Lublina (The Magician of Lublin), 1983
- Niewolnik (The Slave), 1991
- Szosza (Shosha), 1991
- Pokutnik (The Penitent), 1992
- Rodzina Muszkatów (The Family Moskat), 1992
- Szatan w Goraju (Satan in Goray), 1992
- Szumowiny (Scum), 1992
- Wrogowie: opowieść o miłości (Enemies, a Love Story), 1992
- Certyfikat (The Certificate), 1993
- Opowieść o Królu Pól (The King of the Fields), 1993
- Meszuge (Meshugah), 1995
- Golem (The Golem), 1997
- Cienie nad rzeką Hudson (Shadows on the Hudson), 2000
- Nawrócony (The Penitent), 2005
- Ruda Kejla (Jarme un Kejle)[18], 2022[19]
- Odwiedziny (Di gest)[20], 2023

### Zbiory opowiadań
- Magiczna moc: opowiadania (wybór z A Friend of Kafka, A Crown of Feathers and Other Stories), 1983
- Śmierć Matuzalema i inne opowiadania (The Death of Methuselah and Other Stories), 1990
- Moc Światła: osiem opowieści chanukowych (The Power of Light – Eight Stories for Hanukkah; wszystkie opowiadania również w Stories for Children), 1991
- Krótki piątek (Short Friday and Other Stories), 1992
- Namiętności (Passions and Other Stories), 1992
- Opowiadania (Stories for Children), 1993
- Późna miłość (Old Love), 1993
- Seans i inne opowiadania (The Séance and Other Stories), 1993
- Zjawa i inne opowiadania (The Image and Other Stories), 1993
- Gimpel Głupek (Gimpel the Fool and Other Stories), 1994
- Korona z piór (A Crown of Feathers and Other Stories), 1994
- Przyjaciel Kafki (A Friend of Kafka and Other Stories), 1994
- Spinoza z ulicy Rynkowej (The Spinoza of Market Street), 1995
- Grosiki na raj i inne opowiadania (Reaches of Heaven: A Story of the Baal Shem Tov; wybór z The Image and Other Stories, A Crown of Feathers and Other Stories, Passions and Other Stories, Old Love), 2001
- Opowiadania dla dzieci (Stories for Children), 2005

### Autobiografia
- Miłość i wygnanie: wczesne lata (Love and exile), 1991
- Urząd mojego ojca (In My Father’s Court), 1992
- Urząd mojego ojca – kolejne opowieści (More Stories from My Father’s Court), 2005

### Publicystyka literacka i eseje
- Felietony, eseje, wywiady, 1993

## Książki o Singerze
uwzględniono tylko rok pierwszego wydania w Polsce
- Richard Burgin, Rozmowy z Isaakiem Bashevisem Singerem (Conversations with Isaac Bashevis Singer), 1992
- Monika Adamczyk-Garbowska, Polska Isaaca Bashevisa Singera: rozstanie i powrót, 1994
- Israel Zamir, Mój Ojciec Bashevis Singer (Journey to My Father, Isaac Bashevis Singer), 1994
- Agata Tuszyńska, Singer. Pejzaże pamięci, 1996
- Janet Hadda, Isaac Bashevis Singer: historia życia (Isaac Bashevis Singer: A Life), 2001
- Chone Shmeruk, Świat utracony: o twórczości Isaaca Bashevisa Singera, 2003
- Biłgoraj, czyli raj. Rodzina Singerów i świat, którego już nie ma, red. Monika Adamczyk-Garbowska, Bogusław Wróblewski, 2005

## Upamiętnienie
- Ławeczka Isaaca Bashevisa Singera w Biłgoraju odsłonięta w 2009 roku.
- Od 2004 w Warszawie jest organizowany Festiwal Warszawa Singera[21].
- Tablica pamiątkowa przy ul. Krochmalnej 1 (róg ul. Ciepłej) w Warszawie odsłonięta w 2018[22].
- Od 2011 roku w Lublinie jest organizowany Festiwal Śladami Singera[23]
- 21 listopada 2018 roku Sejm RP podjął uchwałę w sprawie upamiętnienia Isaaca Bashevisa Singera w 40. rocznicę otrzymania Nagrody Nobla[24].
- W gminie Leoncin znajduje się kamienny obelisk upamiętniający pisarza oraz ulica nazwana na jego cześć.